# Szabadkereskedelem
Szabadkereskedelem alatt az áruk és a szolgáltatások országok közötti zavartalan, vámoktól és egyéb kereskedelmi akadályoktól mentes áramlását értjük.

## Közgazdasági érvelés
A szabadkereskedelem közgazdasági indokoltságát elsőként David Ricardo fejtette ki az 1817-ben megjelent A politikai gazdaságtan és az adózás alapelvei (On the Principles of Political Economy and Taxation) című művében. Ebben egy absztrakt modell segítségével bebizonyította, hogy a szabadkereskedelem minden részt vevő ország és az azokban élő minden gazdasági szereplő számára hasznos. Ez az elmélet a komparatív előnyök elméleteként vált ismertté. Lényege, hogy az egyes termelési tényezők előfordulása, kapacitása és azok költsége országonként változó, ebből adódóan minden országnak komparatív előnye van egy-egy termék előállításában. Ha mindegyik ország annak a terméknek az előállítására szakosodik, melynél komparatív előnye van, és többet termel a hazai szükségletnél, akkor ezt a többletet más országokba exportálhatja. Az így keletkező többletjövedelem fejében több jószágot tud importálni. Ebből egyenesen következnek a szabadkereskedelem előnyei:
- a fogyasztási javak választéka bővül a hazai piacon,
- a javak kínálata is nő, ezáltal csökken az áruk,
- a beruházási erőforrások optimálisan kerülnek felhasználásra, és az ebből adódó nemzetközi munkamegosztásnak köszönhetően nő a termelés hatékonysága,
- új piacok megnyitása a hazai termékek iránti kereslet növekedését jelenti, az export gazdasági növekedéshez vezet,
- a bővülő termelés egyben nagyobb munkaerőpiaci keresletet is jelent, a foglalkoztatottság szintje nő,
- mivel az exportra irányuló gazdasági ágazatokban általában magasabbak a kereseti lehetőségek, az újonnan teremtett munkahelyek magasabb életszínvonalat tesznek lehetővé,
- úgynevezett skálahozadékok keletkeznek:
  - intern, belső skálahozadék: növekvő termelési mennyiséggel csökken az átlagos termelési költség
  - extern, külső skálahozadék / extern hatás: ha bizonyos ipari ágazatok egy-egy régióban koncentrálódnak, akkor a helyi közelség miatt kölcsönhatások jönnek létre közöttük. A felhalmozott tudás és a fejlődő technológia mintegy kicserélődik az iparágak között, ezek kölcsönösen inspirálják egymást
- nem csak országon belül, hanem nemzetközi szinten is technológiatranszfer jön létre, ami elősegíti az innovációt
- a hazai piacon élesedő verseny arra kényszeríti a vállalatokat, hogy hatékonyabban és olcsóbban termeljenek. Ezáltal felszámolják a piaci tökéletlenségeket és hatékonytalanságokat, továbbá belföldi reformok születnek. Fejlődés és struktúraváltoztatás megy végbe, ami tartós gazdasági növekedéshez vezet.

## Politikai érvelés
- Az intézményesített szabadkereskedelem megakadályozza, vagy legalábbis megnehezíti, hogy a kevésbé hatékony belföldi iparágak és termelési szerkezetek lobbistái politikai erőt kifejtve továbbra is életben tartsák a kevésbé hatékony struktúrákat, ami hátráltatja a gazdasági fejlődést és az életszínvonal hosszútávú növekedését.
- A nemzetközi munkamegosztás növekvő nemzetközi függőségekhez vezet, ami elősegíti az országok közötti együttműködést, végső soron segít megteremteni a nemzetközi politikai stabilitást és a tartós békét a világon (mivel senki sem akar háborút a saját üzletfeleivel).
- A külpolitikai hatalmi pozíciót is erősíti a szabadkereskedelem, ha a függőségi viszony egy nagy és egy kisebb állam között jön létre.

## Ellenérvek
A protekcionizmus hívei elsősorban a ricardói modell mai relevanciáját kérdőjelezik meg. Szerintük az elmélet alapját képező közgazdasági feltevések jelenleg már nem helytállóak. A modell például figyelmen kívül hagyja a termelési tényezők mobilitását, az egyes iparágak közötti kereskedelmet, valamint a kereskedelemliberalizációból fakadó újraelosztási hatásokat. Továbbá a szabadkereskedelem okozta szerkezeti változások rövid távú költségeiról sem szól (például rövid távon munkanélküliség keletkezik egy iparág megszűnése miatt, ezeket a dolgozókat át kell képezni, ami szintén költségekkel jár). A politikai érvek árnyoldala, hogy a növekvő nemzetközi függőségek növekvő nemzetközi konfliktuspotenciált is jelenthetnek.